# Golf Termaic

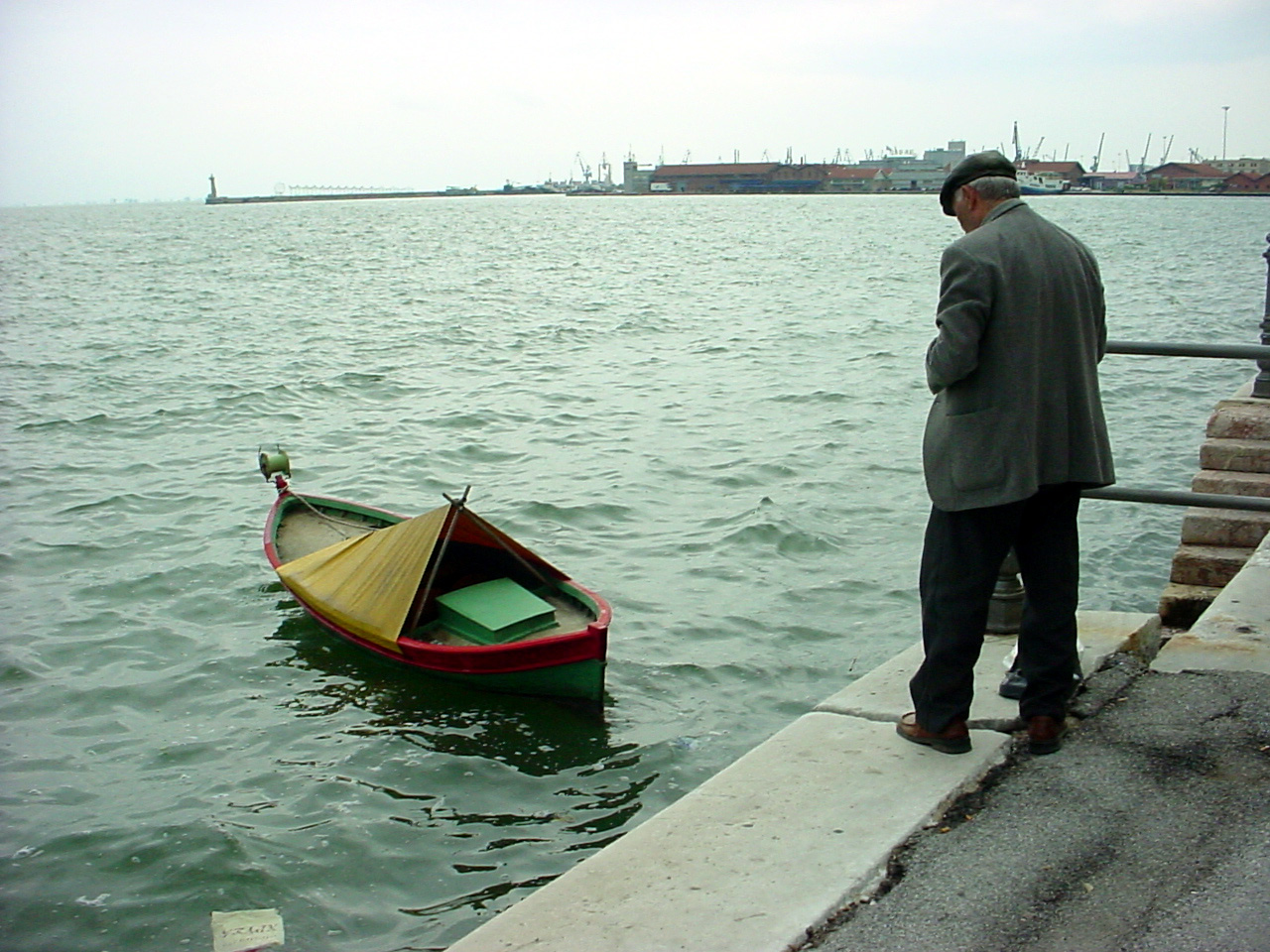
Tessalònica

El golf Termaic és un gran golf de la costa grega de la mar Egea, que té com a costa occidental la regió de Pièria a Macedònia, i la de Tessàlia, i com a costa oriental la península Calcídica. A l'extrem nord-est, en una badia, hi ha la ciutat de Tessalònica. El seu nom deriva de la ciutat de Terme, antecessora de Tessàlonica.